# Ode aan Schillers schedel
Bij het beschouwen van Schillers schedel is een gedicht van Johann Wolfgang von Goethe uit 1826. Goethe schreef het gedicht niet in het ossuarium, zoals de tekst suggereert, maar in zijn huis in Weimar, waar hij de schedel onder een glazen stolp bewaarde op een kussen van blauw satijn. Na Goethes dood werd de schedel bewaard in de vorstelijke begraafplaats in Weimar, tot 2008, toen bij DNA-onderzoek bleek dat de schedel niet van Schiller kon zijn.
De strekking van het gedicht is dat Goethe zich realiseert dat van wat leeft na de dood niet meer dan een geest overblijft, maar dat wat de geest heeft geschapen voor altijd blijft bewaard.

## Tekst
Im ernsten Beinhaus war's, wo ich beschaute,
Wie Schädel Schädeln angeordnet paßten;
Die alte Zeit gedacht ich, die ergraute.
Sie stehn in Reih' geklemmt, die sonst sich haßten
Und derbe Knochen, die sich tödlich schlugen
Sie liegen kreuzweis zahm allhier zu rasten.
Entrenkte Schulterblätter! was sie trugen,
Fragt niemand mehr, und zierlich tät'ge Glieder.
Die Hand, der Fuß, zerstreut aus Lebensfugen.
Ihr Müden also lagt vergebens nieder,
Nicht Ruh' im Grabe ließ man euch, vertrieben
Seid ihr herauf zum lichten Tage wieder,
Und niemand kann die dürre Schale lieben,
Welch herrlich edlen Kern sie auch bewahrte.
Doch mir Adepten war die Schrift geschrieben,
Die heil'gen Sinn nicht jedem offenbarte,
Als ich inmitten solcher starren Menge
Unschätzbar herrlich ein Gebild gewahrte,
Daß in des Raumes Moderkält' und Enge
Ich frei und wärmefühlend mich erquickte,
Als ob ein Lebensquell dem Tod entspränge.
Wie mich geheimnisvoll die Form entzückte
Die gottgedachte Spur, die sich erhalten!
Ein Blick, der mich an jenes Meer entrückte
Das flutend strömt gesteigerte Gestalten
Geheim Gefäß! Orakelsprüche spendend
Wie bin ich wert, dich in der Hand zu halten,
Dich höchsten Schatz aus Moder fromm entwendend
Und in die freie Luft zu freiem Sinnen,
Zum Sonnenlicht andächtig hin mich wendend.
Was kann der Mensch im Leben mehr gewinnen,
Als daß sich Gott-Natur ihm offenbare?
Wie sie das Feste läßt zu Geist verrinnen,
Wie sie das Geisterzeugte fest bewahre.